# Classic Loire Atlantique 2005
La Classic Loire Atlantique 2005, sesta edizione della corsa e valida come evento dell'UCI Europe Tour 2005 categoria 1.2, si svolse il 18 marzo 2005 su un percorso di 173 km. Fu vinta dallo spagnolo José Alberto Martínez, che giunse al traguardo con il tempo di 3h54'50", alla media di 44,2 km/h.
Partenza con 137 ciclisti, dei quali 92 conclusero la gara.

## Squadre e corridori partecipanti
| N.    | Cod. | Squadra                     |
| ----- | ---- | --------------------------- |
| 1-8   | A2R  | AG2R Prévoyance             |
| 11-18 | RAG  | RAGT Semences               |
| 21-28 | AGR  | Agritubel-Loudun            |
| 31-38 | AMO  | Amore & Vita-Beretta-Polska |
| 41-48 | JAR  | Jartazi-Revor               |
| 51-58 | BPC  | Barbot-Pascoal              |
| 61-68 | ODM  | Omnibike Dynamo Moscow      |
| 71-78 | BGT  | Bridgestone-Anchor          |
| 81-88 | AUB  | Auber 93                    |

| N.      | Cod. | Squadra                   |
| ------- | ---- | ------------------------- |
| 91-98   | BJF  | Bretagne-Jean Floc'h      |
| 101-108 | RB3  | Rabobank Continental Team |
| 111-118 | LPM  | La Pomme Marseille        |
| 121-128 |      | AVC Aix En Provence       |
| 131-138 |      | Roubaix-Lille Métropole   |
| 141-148 |      | Cotes D'Armor Cyclisme    |
| 151-158 |      | Vendée U-Pays de la Loire |
| 161-168 |      | UC Nantes-Atlantique      |
| 171-178 |      | AC Val D'Oise             |

## Ordine d'arrivo (Top 10)
| Pos. | Corridore             | Squadra    | Tempo    |
| ---- | --------------------- | ---------- | -------- |
| 1    | José Alberto Martínez | Agritubel  | 3h54'50" |
| 2    | Alberto Benito        | Barbot     | a 12"    |
| 3    | Aljaksandr Usaŭ       | AG2R       | s.t.     |
| 4    | John Nilsson          | Auber 93   | s.t.     |
| 5    | Roman Luhovyy         | RAGT       | s.t.     |
| 6    | Igor Abakoumov        | Jartazi    | s.t.     |
| 7    | Alexandre Pichot      | Vendée U   | s.t.     |
| 8    | Jonas Holmkvist       | Amore & V. | s.t.     |
| 9    | Ivan Terenine         | Omnibike   | s.t.     |
| 10   | Lénaïc Olivier        | Agritubel  | s.t.     |